# Сан-Хулиан-де-лос-Прадос
Церковь Сан-Хулиан-де-лос-Прадос (исп. San Julián de los Prados, также исп. Santullano) является одним из выдающихся памятников искусства Испании IX века. Она была построена по приказу короля Астурии Альфонсо II около 830 года придворным архитектором по имени Тиода. В 1998 году церковь была признана памятником всемирного наследия ЮНЕСКО. 

## История создания
Строительство церквей было частью обширной программы Альфонсо II по превращению Овьедо в свою столицу. По сообщению одной из хроник, целью короля было восстановить "все церемонии готов, как они были в Толедо, в Овьедо, как в церкви, так и во дворце". Тем не менее, по оценке искусствоведов, церковь не слишком похожа на визиготские сооружения и именно много общего с церквями Каролингского возрождения; Альфонсо мог быть знаком с каролингским искусством благодаря обмену посольствами с Карлом Великим.

## Архитектура
Церковь поредставляет собой базилику с нефом и двумя крыльями, разделёнными квадратным столбом, который поддерживает полукруглые арки и высоким трансептом. Иконостас, отделяющий алтарное пространство от остальной церкви, внешне очень похож на триумфальную арку. В трансепте имеется галерея для короля. Из трёх входов в храм два на настоящий момент заложены.

## Декор
Церковь декорирована орнаментальными фресками; изображения людей здесь отсутствуют. Из скульптурного декора сохранились только мраморные капители.

## Галерея

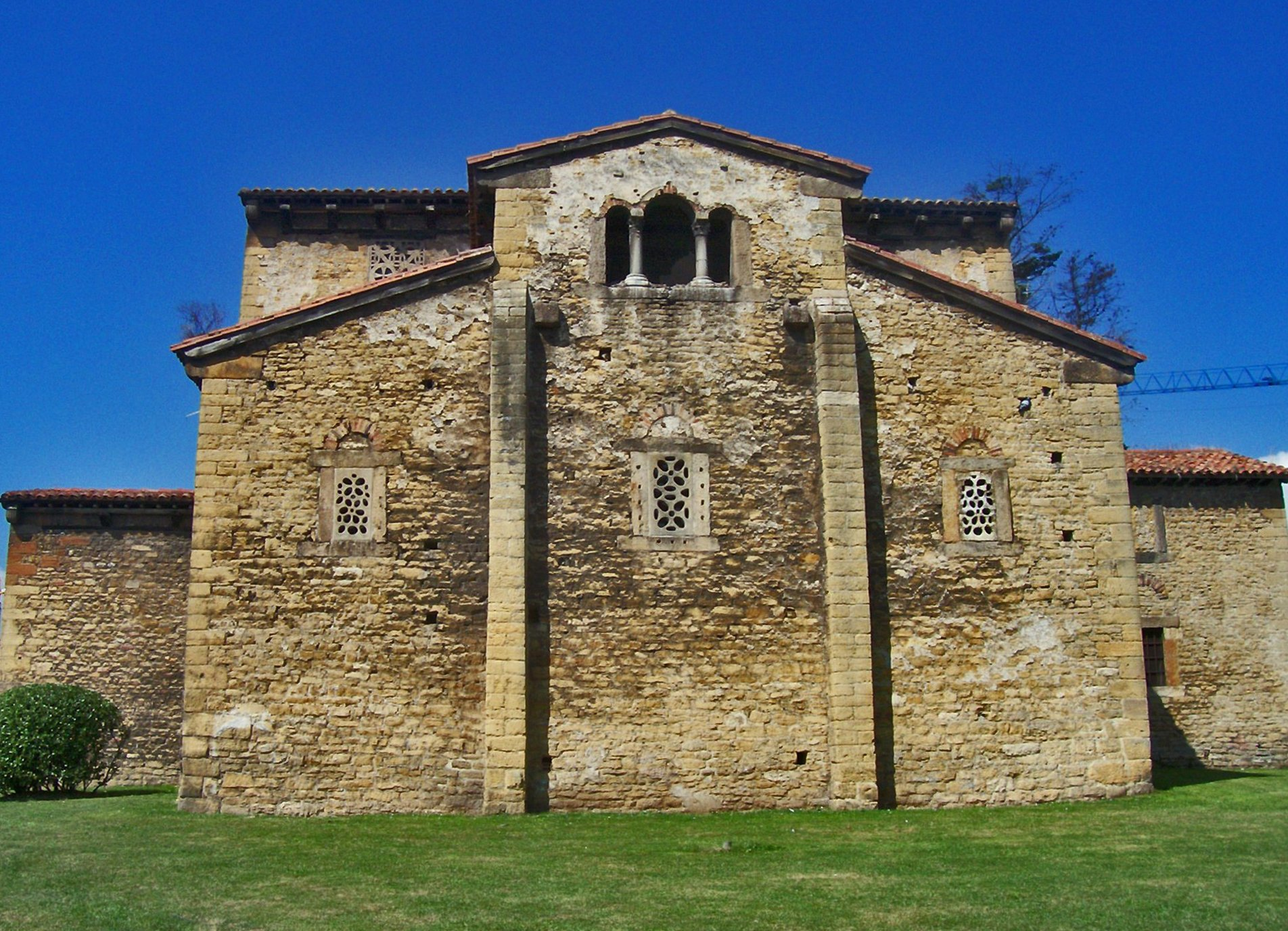
Внешний вид
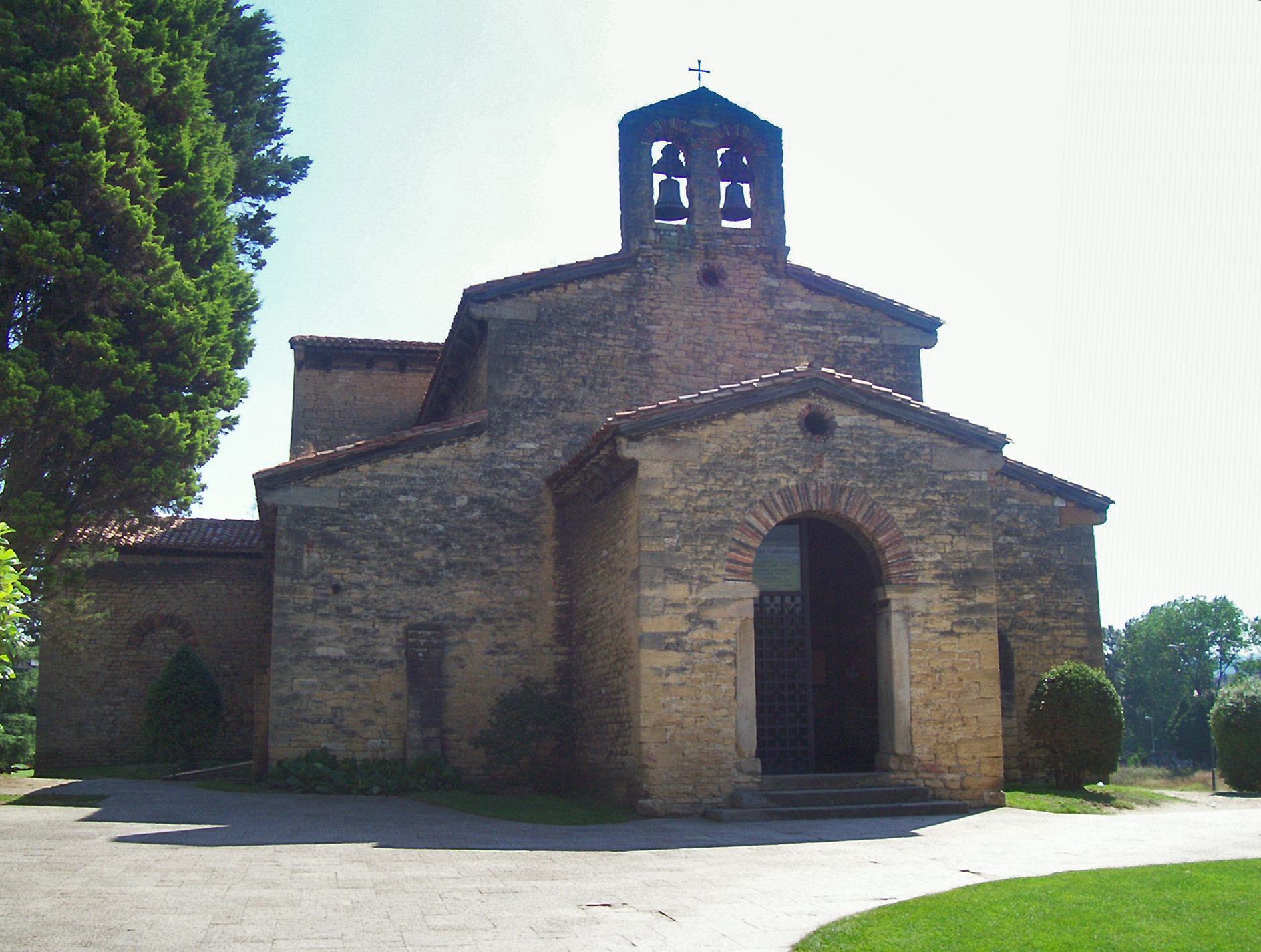
Вход
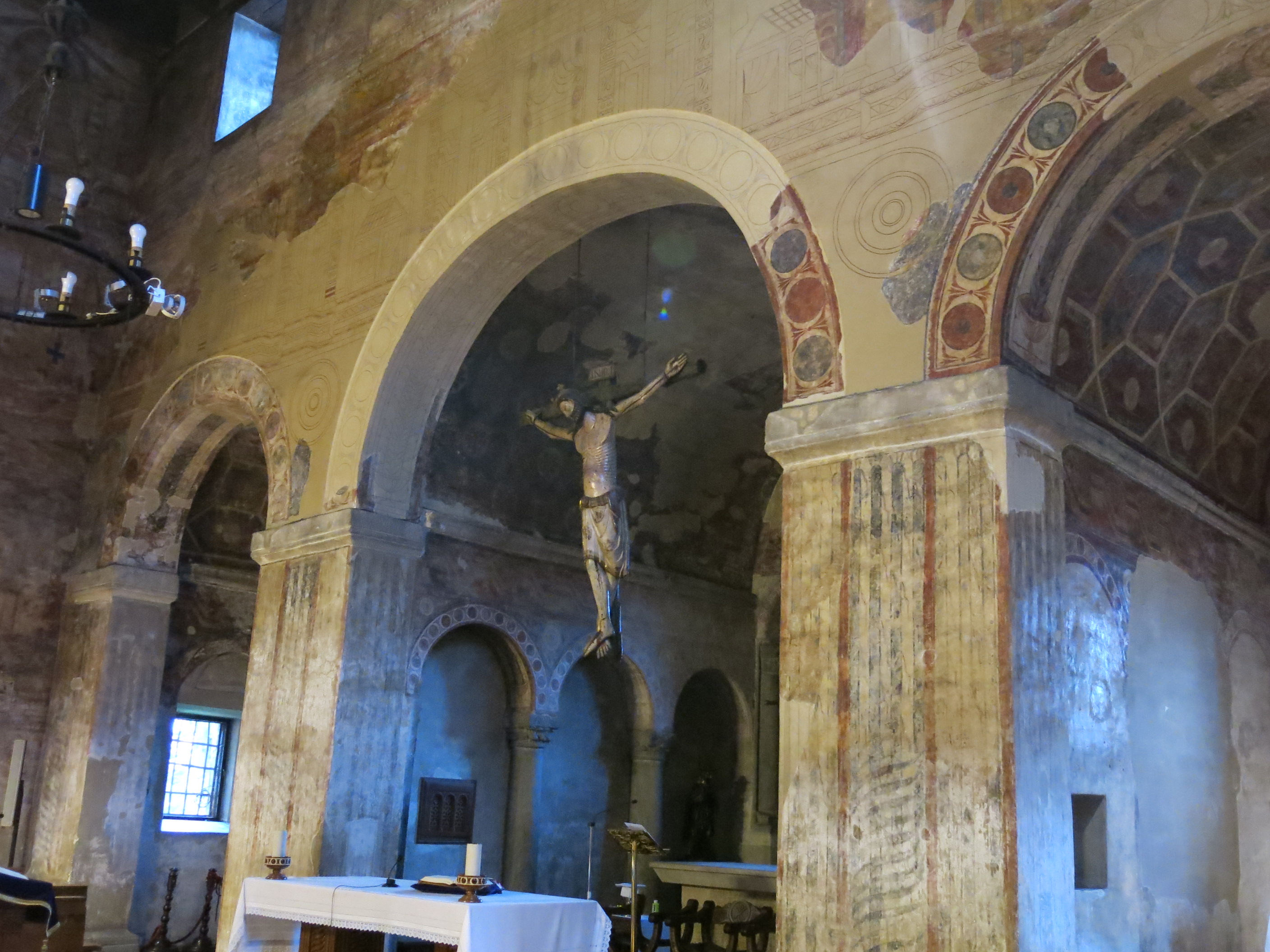
Вид внутри
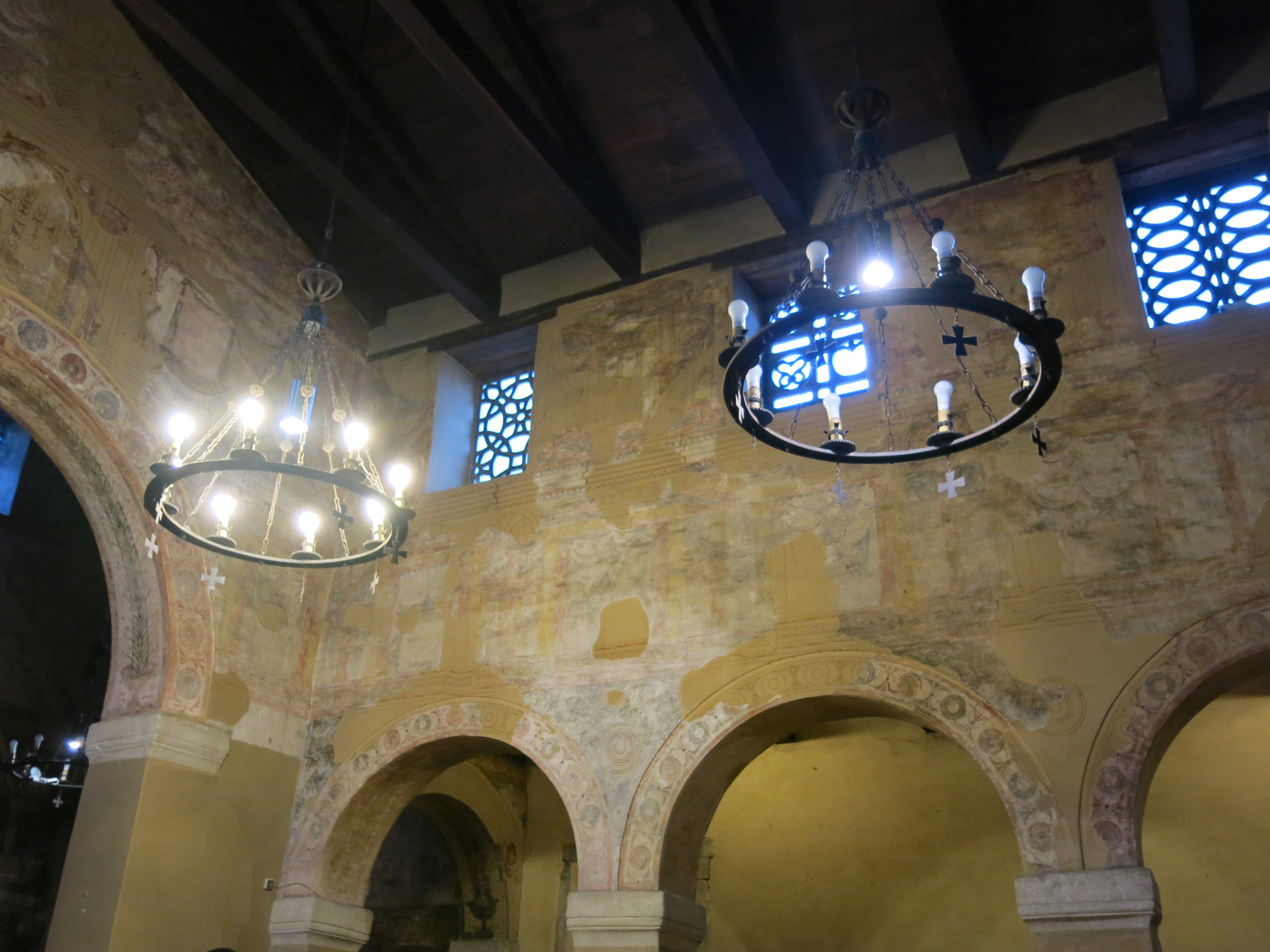
Вид внутри с фресками
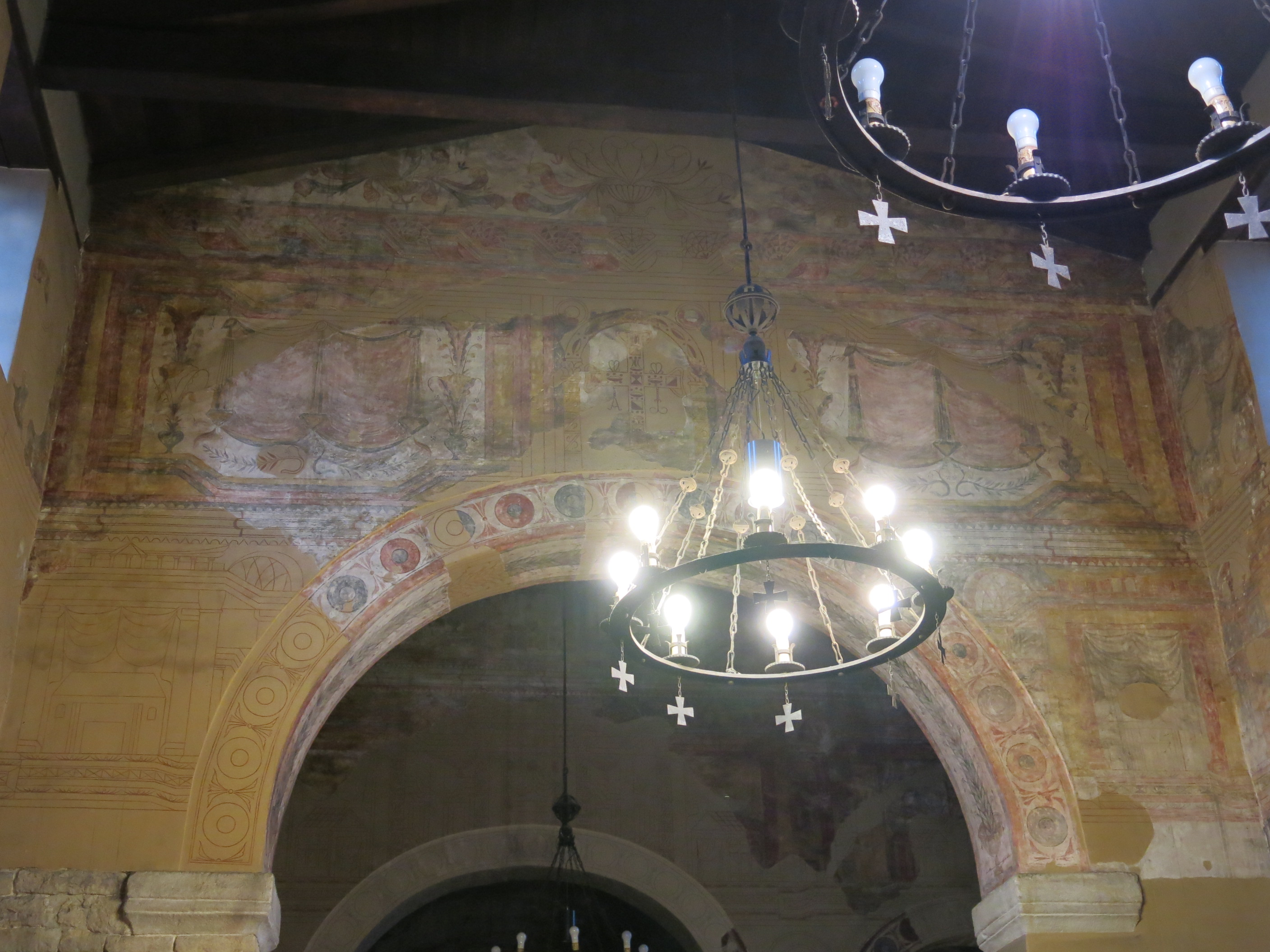
Вид внутри с фресками
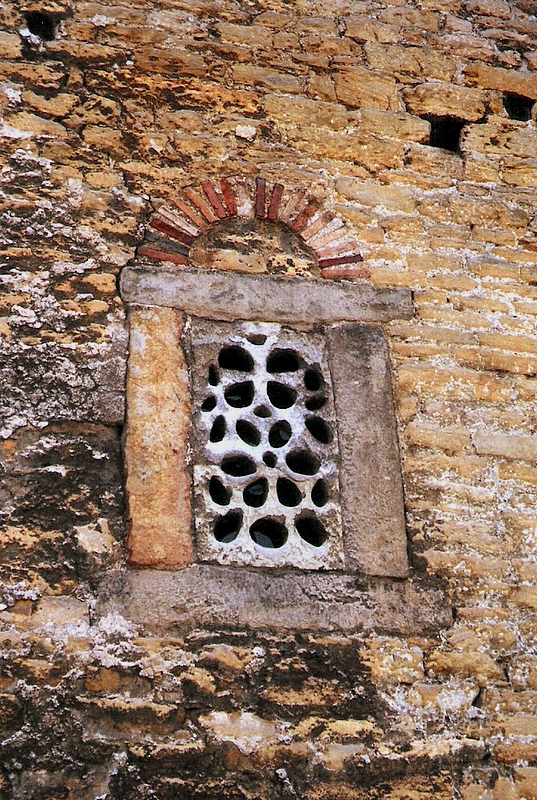
Оригинальное окно